# Precipicio fiscal de Estados Unidos

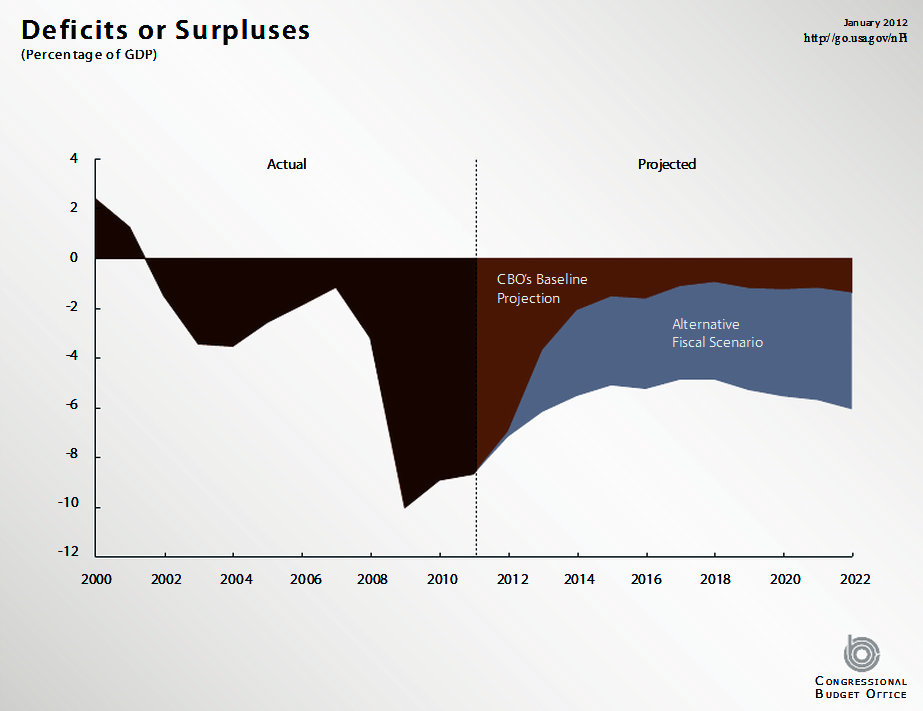
Déficits presupuestarios, proyectados hasta 2022. La "Línea de base de la CBO" (en rojo) muestra los efectos esperados del precipicio fiscal según la ley vigente en ese momento, es decir, si el Congreso no tomara medidas en 2012. El "Escenario alternativo" (en azul) representa lo que se esperaba que sucediera si el Congreso extendiera los recortes de impuestos de Bush y derogara la Ley de Control Presupuestario, las reducciones de gastos ordenadas.

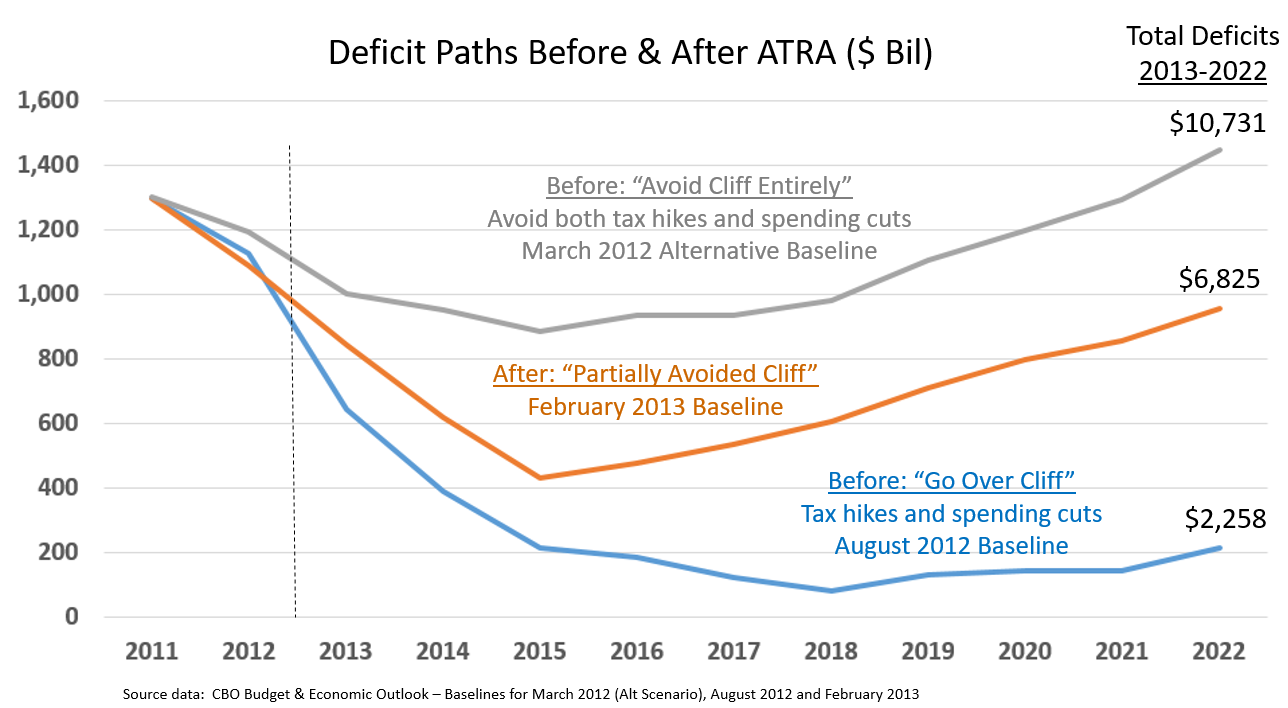
Tres escenarios de déficit de CBO relacionados con la Ley de Alivio de Contribuyentes Estadounidenses de 2012 (ATRA) y el Precipicio Fiscal. La línea azul (punto de referencia de agosto de 2012) en la parte inferior era el punto de referencia de la "ley actual", con aumentos de impuestos y recortes de gastos que entrarían en vigor si no se modificaban las leyes. La línea gris (línea de base alternativa de marzo de 2012) era la línea de base de la "política actual", que representaba la evitación de los aumentos de impuestos y los recortes de gastos. La línea naranja (línea base de febrero de 2013) fue el resultado posterior a ATRA.

El precipicio fiscal de Estados Unidos (en inglés: United States fiscal cliff) se refiere al efecto combinado de varias leyes promulgadas anteriormente que entraron en vigor simultáneamente en enero de 2013, aumentando los impuestos y disminuyendo el gasto.
Los recortes de impuestos de George W. Bush de 2001 y 2003, que habían sido extendidos por dos años por la Ley de Desgravación Fiscal de 2010, estaban programados para expirar el 31 de diciembre de 2012. También entraron en juego los recortes de gastos planificados bajo la Ley de Control Presupuestario de 2011. Esa Ley se aprobó como un compromiso para resolver una disputa sobre el techo de la deuda de Estados Unidos y abordar el fracaso del Congreso 111 para aprobar un presupuesto federal. Los gastos discrecionales para las agencias federales y los departamentos del gabinete se habrían reducido a través de amplios recortes denominados secuestro presupuestario. Programas obligatorios, como el Seguro Social, Medicaid, el pago federal (incluido el pago militar y las pensiones) y los beneficios de los veteranos habrían estado exentos de los recortes de gastos.
El precipicio fiscal habría aumentado las tasas impositivas y reducido el gasto público a través del secuestro. Esto conduciría a un déficit operativo (la cantidad por la cual el gasto público excede sus ingresos) que se prevé que se reducirá aproximadamente a la mitad en 2013. Las leyes promulgadas anteriormente que causaron el precipicio fiscal se proyectaron para producir un aumento del 19,63% en los ingresos y una reducción del 0,25 % en el gasto entre los años fiscales 2012 y 2013. La Oficina de Presupuesto del Congreso (CBO, por sus siglas en inglés) había estimado que el precipicio fiscal probablemente habría causado una recesión leve con un mayor desempleo en 2013, seguida de un fortalecimiento del mercado laboral con un mayor crecimiento económico.
La Ley de alivio del contribuyente estadounidense de 2012 (ATRA) abordó el lado de los ingresos del precipicio fiscal al implementar aumentos de impuestos más pequeños en comparación con el vencimiento de los recortes de impuestos de Bush. Se esperaba que los ajustes al gasto se resolvieran a principios de 2013. El intenso debate y la cobertura mediática sobre el precipicio fiscal generaron una atención pública generalizada a fines de 2012 debido a su impacto fiscal y económico a corto plazo.
ATRA eliminó gran parte del lado fiscal del precipicio fiscal, mientras que la reducción del gasto causada por el secuestro presupuestario se retrasó dos meses. Con la aprobación de ATRA, la CBO proyectó un aumento del 8,13 % en los ingresos y un aumento del 1,15 % en los gastos para el año fiscal 2013. La ley provocó una disminución proyectada de 157 mil millones de $ en el déficit de 2013 con respecto a 2012, en lugar de la fuerte disminución de 487 mil millones de $ proyectada bajo la ley precipicio fiscal.
El aumento en los ingresos contenidos en ATRA provino de mayores tasas impositivas sobre ingresos marginales y ganancias de capital en relación con sus niveles de 2012 para ingresos anuales superiores a 400,000 $ (450,000 $ para parejas); una eliminación gradual de ciertas deducciones y créditos fiscales para personas con ingresos superiores a 250,000 $ (300,000 $ para parejas); un aumento en los impuestos sobre el patrimonio en relación con los niveles de 2012 en patrimonios de más de $5 millones; y vencimiento de los recortes de impuestos sobre la nómina (un aumento del 2% para la mayoría de los contribuyentes que ganan menos de 110,000 $ aproximadamente). Ninguno de estos cambios caducaría.
A las 12:01 a. m. EST del 1 de enero de 2013, EE. UU. "técnicamente" cayó por el precipicio fiscal.
Alrededor de las 2 a. m. EST del 1 de enero de 2013, el Senado de los EE . UU . aprobó este proyecto de ley de compromiso por un margen de 89 a 8. Aproximadamente a las 11 p. m. de esa noche, la Cámara de Representantes de los Estados Unidos aprobó la misma legislación sin enmiendas por 257 a 167 votos. El presidente de los Estados Unidos, Barack Obama, la convirtió en ley al día siguiente. Sin embargo, el secuestro presupuestario solo se retrasó y el techo de la deuda no se modificó, lo que desencadenó la crisis del techo de la deuda de los Estados Unidos de 2013.